# Амударьинская область
Амударьи́нская область (Аму-Дарьинская область) — административная единица на территории Туркестанской АССР Российской Социалистической Федеративной Советской Республики, существовавшая с октября 1920 года по 27 октября 1924 года.

## История
Возникла в октябре 1920 года из Амударьинского отдела Сырдарьинской области Туркестанской АССР РСФСР, сохранив его административное деление.
Административный центр — город Турт-Куль.
Ликвидирована вместе с Туркестанской АССР 27 октября 1924 года при Национально-территориальном размежевании в Средней Азии, её территория вошла в новообразованную Кара-Калпакскую Автономную Область.